# Museu Gran Mariscal d'Ayacucho
El Museu Gran Mariscal d'Ayacucho (en castellà: Museo Gran Mariscal de Ayacucho) és un museu situat a Cumaná (Veneçuela) que té per missió destacar la vida i obra d'Antonio José de Sucre, a través de la promoció i difusió de tots els aspectes relacionats amb el militar veneçolà.

## Història
L'edifici fou construït l'any 1945 com a seu del consell municipal en ocasió del 150è aniversari del naixement de Sucre; per decret presidencial del general Isaías Medina Angarita. Fou dissenyat per l'arquitecte Luis Yáñez i construït per Torcuato Yáñez. Concretament està situat a l'avinguda Humbolt, al costat del riu Manzanares, amb el nom de Seu-Museu Antonio José de Sucre "Gran Mariscal d'Ayacucho".
L'any 1974 fou creat el museu, en commemoració dels 150 anys de la batalla d'Ayacucho, per iniciativa de la Zenaida Varela, el Lucas Arias i el José Mercedes Gómez. Fou a partir d'aleshores que la municipalitat de Cumaná cedí l'espai per a ús cultural.
Actualment, el museu és una fundació que compta amb l'assessorament i suport de l'Estat de Sucre, creada pel governador Ramón Martínez Abdenur arran del bicentenari del naixement de Sucre, i presidida actualment per la Reina Uzcátegui de González. Més enllà de destacar l'obra política de Sucre, també es pot gaudir de la d'altres herois de caràcter regional, nacional i internacional lligats a les lluites socials i polítiques dels segles xviii i xix.